# Georg Baselitz

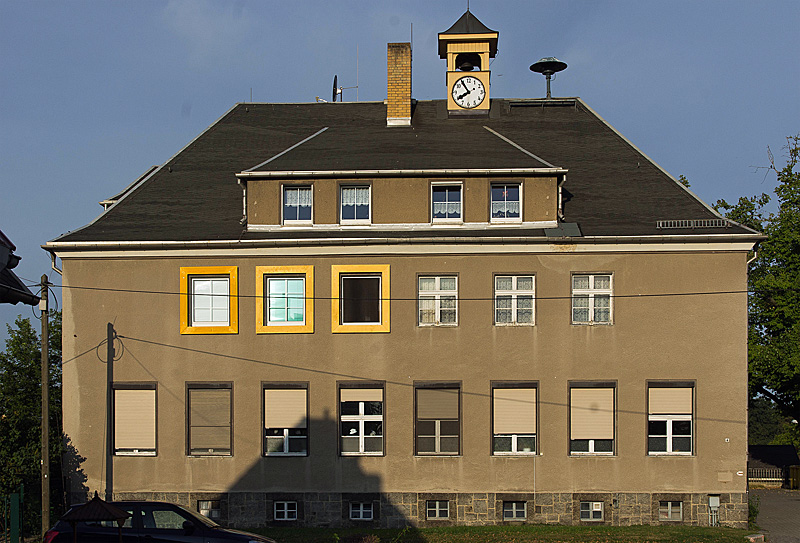
De in 1931 gebouwde school in Deutschbaselitz, waar Baselitz als Hans-Georg Kern geboren werd. De geel-omlijnde ramen markeren de woning van de familie Kern.

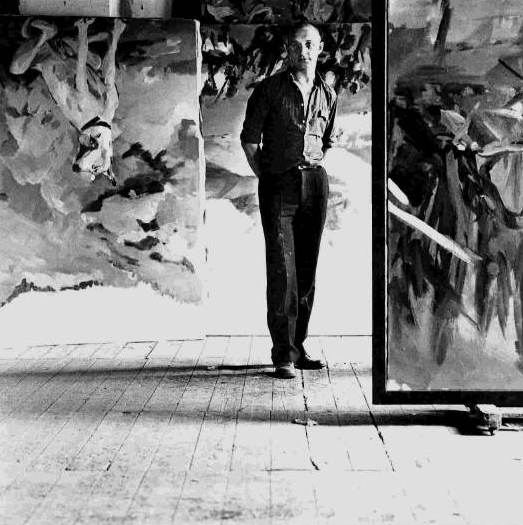
Georg Baselitz, 1971

Armalamor (1994), Deutsche Nationalbibliothek, Frankfurt

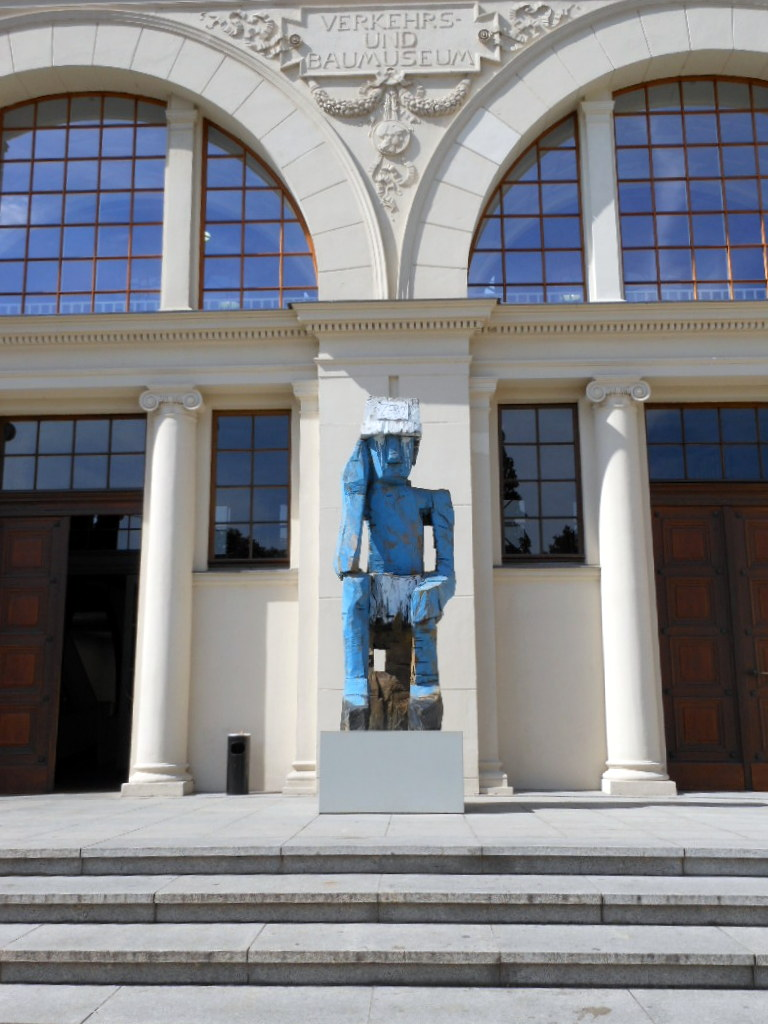
Volk Ding Zero, Hamburg (2009)

Georg Baselitz, artiestennaam van Hans-Georg Kern (Deutschbaselitz, Saksen, 23 januari 1938) is een Duits beeldend kunstenaar (schilder, beeldhouwer, tekenaar en graficus).

## Leven en werk
Hans-Georg Kern werd geboren in Deutschbaselitz nabij Dresden in Saksen, een gebied dat van 1949 tot 1990 deel uitmaakte van de toenmalige DDR. In 1956 werd hij aangenomen op de Hochschule für bildende und angewandte Kunst in Oost-Berlijn. Na twee semesters werd hij van school gestuurd vanwege 'sociaal-politieke onvolwassenheid' (gesellschaftspolitische Unreife): hij had gepoogd een werk te maken in de stijl van de, in de DDR als decadent-Westers te boek staande, Pablo Picasso. Dat druiste in tegen de opgelegde staatsleer van het socialistisch realisme en tegen de geest van de vijf jaar ervoor gedane uitspraak in de Volkskammer van partijleider Walter Ulbricht: "We willen aan onze academies geen abstracte kunst meer zien."
Hij vervolgde zijn schilderstudie aan de Hochschule der bildenden Künste in West-Berlijn, en vestigde zich in 1958 definitief in het Westen. Hans-Georg Kern nam in 1961 (het jaar waarin de Berlijnse Muur werd gebouwd) het pseudoniem Baselitz aan, ontleend aan zijn geboorteplaats. Hij publiceerde - door de stijl van Antonin Artaud beïnvloede - manifesten met de titel Pandemonium, proclamaties tegen het "Glatte und Schöne" in de kunst.
Hij volgde tot 1964 masterclasses bij Hann Trier. Tijdens zijn eerste solo-expositie in 1963, bij galerie Werner & Katz, werden twee schilderijen (Die große Nacht im Eimer/ 'De grote nacht in de goot' (1962/63) en De naakte man (1962)) van staatswege in beslag genomen omdat ze aanstootgevend zouden zijn. Die große Nacht im Eimer toont een masturberende jongen of dwerg met een disproportioneel groot geslachtsorgaan. Baselitz zei later dat in die periode agressie 'zijn grootste probleem' was, het 'ageren tegen dingen'. Hij gebruikte de erectie in het beeld 'als daad van agressie', en het was de houding die daaruit sprak die aanstoot gaf.
Van 1978 tot 1983 had Baselitz een leerstoel aan de kunstacademie van Karlsruhe. Van 1983 tot 1988 en opnieuw vanaf 1992 heeft hij een professoraat aan de Hochschule der Künste in Berlijn. Baselitz was (in 2007) de eerste nog levende Duitse kunstenaar aan wie de Royal Academy of Arts in Londen een tentoonstelling wijdde.

## Schilderstijl
Baselitz is het bekendst van zijn 'op-zijn-kop'- schilderijen, waarin de motieven ondersteboven worden weergegeven. Baselitz was, in de jaren zestig van de 20e eeuw, een van de eersten die zich keerden tegen de dominante minimalistische abstracte kunst van die dagen en teruggreep naar de wortels van de Europese expressieve schilderkunst. Hij is beïnvloed door Edvard Munch en was zelf van grote invloed op De Nieuwe Wilden.
Zijn werk wordt binnen de hedendaagse kunst gerekend tot het neo-expressionisme. Het bevindt zich op het snijvlak van figuratie en abstractie. Uiterlijk zijn de schilderijen verwant aan de action painting-variant van het abstract-expressionisme, in hun formaat, ruige textuur en gebaren. De schilderijen bevatten duidelijk herkenbare, hoewel door omkering naar het tweede plan gedrukte figuratieve motieven, waarbij de menselijke figuur de centrale plaats inneemt. Hij werkt op groot formaat doek en paneel.
In het begin van zijn carrière nam Baselitz als vertrekpunt "disharmonie en afstotelijkheid: grote neuzen, betraande ogen, geschoren stoppelhoofden, driebenigen, enzovoort." Terugkerende motieven zijn: wezens met wanstaltig grote en/of zowel vrouwelijke als mannelijke geslachtsorganen; andere, geïsoleerde lichaamsdelen zoals voeten die als klompen vlees worden geportretteerd; soldaten in landschappen van smeulend puin of backpackers (Baselitz noemt hen 'Helden' of 'Nieuwe Types'); en koppen, onder andere van Antonin Artaud. De voorstellingen zijn leesbaar, de motieven herkenbaar. Bij de 'soldaten-schilderijen' vindt vaak ook een handeling plaats. Dit in tegenstelling tot later werk, waaruit het verhalende karakter, in ieder geval voor het grootste deel, is verdwenen. De stijl is expressionistisch: vervorming, figuratie maar geen realisme, met verve en agressief geschilderd.
Kort daarop brak hij de voorstellingen in scherven uiteen, en ontstonden zogenaamde 'Frakturen', waarbij de fragmenten, bevrijd van hun figuratieve plek van oorsprong, over het doek gaan schuiven.
Vanaf 1969 begon Baselitz consequent de motieven om te keren. Het werd zijn beeldmerk. Het trok de voorstelling naar de achtergrond en gaf ruimte aan de schilderkunstige kwaliteiten. Volgens Baselitz bevat een kunstwerk immers geen informatie die de toeschouwer tot zich moet (of kan) nemen, zoals gevoelens of ideeën, en geeft het geen beeld van de realiteit: het werk is zelf de realiteit. De waarde ervan ligt in het ernaar kijken. Het vraagt niet om interpretatie, maar om gedetailleerde beleving.
Een andere ontwikkeling was dat Baselitz rond 1994 afstapte van het werken aan een ezel en het linnen op de grond legde, zoals Jackson Pollock voor hem. Hierdoor gaat het overzicht op het geheel verloren. Het belang van de voorstelling neemt ook hierdoor af. De kunstenaar kan alleen dat kleine stukje zien waar hij op dat moment mee bezig is. In die tijd vergeleek Baselitz zijn hoofd met een koker waar hij in de loop der jaren van alles heeft ingegooid. 'Van buiten kan er niets meer bij. De koker zit vol. Alle geziene beelden, de gemaakte schilderijen, al de kleurstrepen, punten en klodders zitten in die koker - en dat is allemaal aan het gisten geslagen. En het moet eruit'.
]
Sinds 2005 maakt Georg Baselitz nieuwe versies van zijn vroegere schilderijen, zogenaamde remixes.

## Musea
Zijn werken hangen in diverse musea voor moderne kunst, zoals het:
- Deutsche Guggenheim in Berlijn
- Guggenheim Museum en het Museum of Modern Art in New York
- Museum of Fine Arts in Houston
- Museum of Fine Arts in Boston
- National Galleries of Scotland in Edinburgh
- National Gallery of Art in Washington D.C.